# Peter von Schaumberg

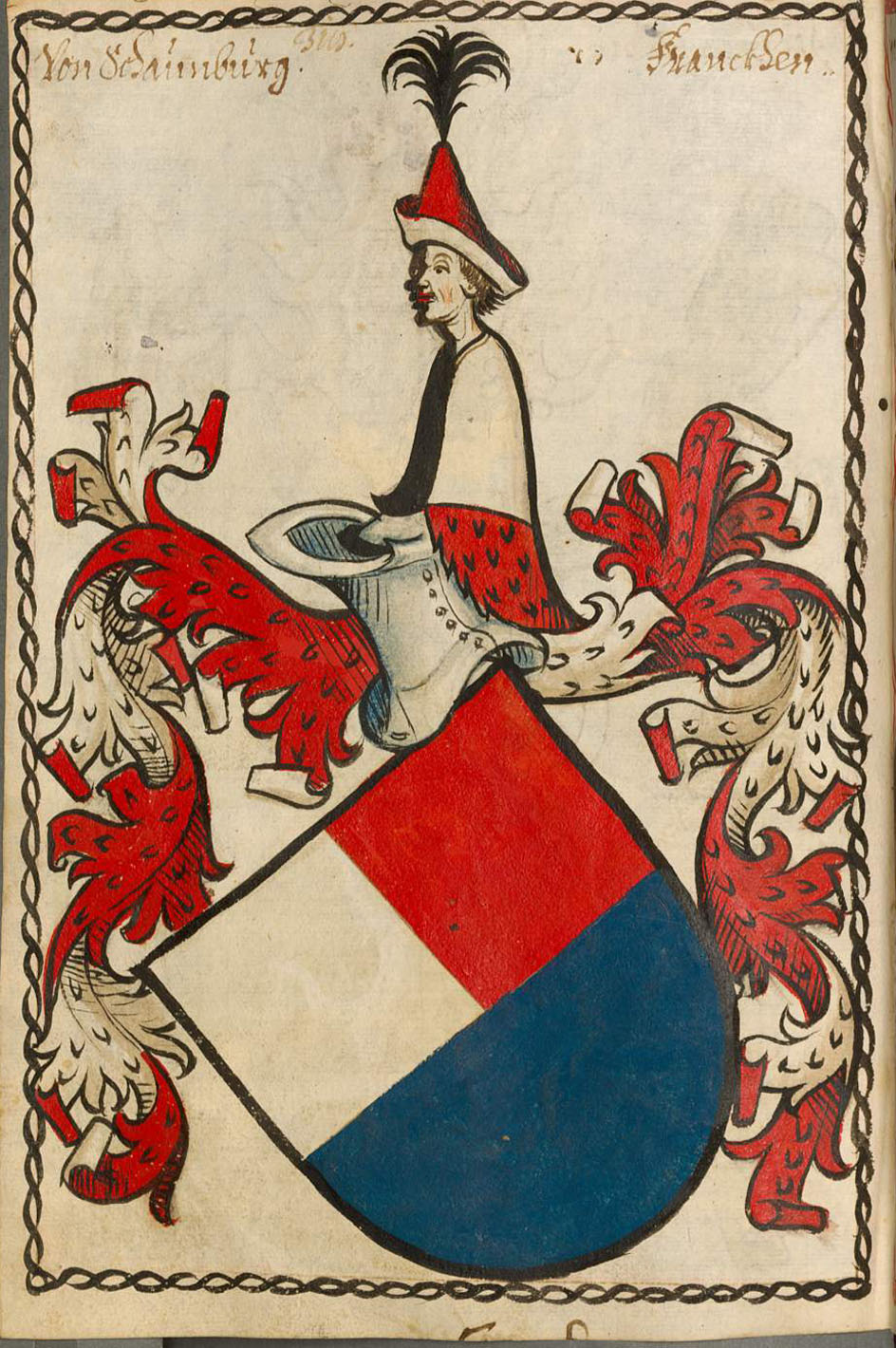
Wappen der Familie von Schaumberg nach dem Scheiblerschen Wappenbuch

Peter von Schaumberg (* 22. Februar 1388 auf dem Wasserschloss Mitwitz; † 12. April 1469 auf Schloss Dillingen) war Kardinal der Römischen Kirche und Bischof von Augsburg.

## Biografie

### Herkunft
Peter von Schaumberg stammte aus dem thüringisch-fränkischen Adelsgeschlecht der von Schaumberg. Ausgangspunkt des Geschlechtes ist die Stammburg Schaumburg im südlichen Thüringen an der Grenze zu Bayern.

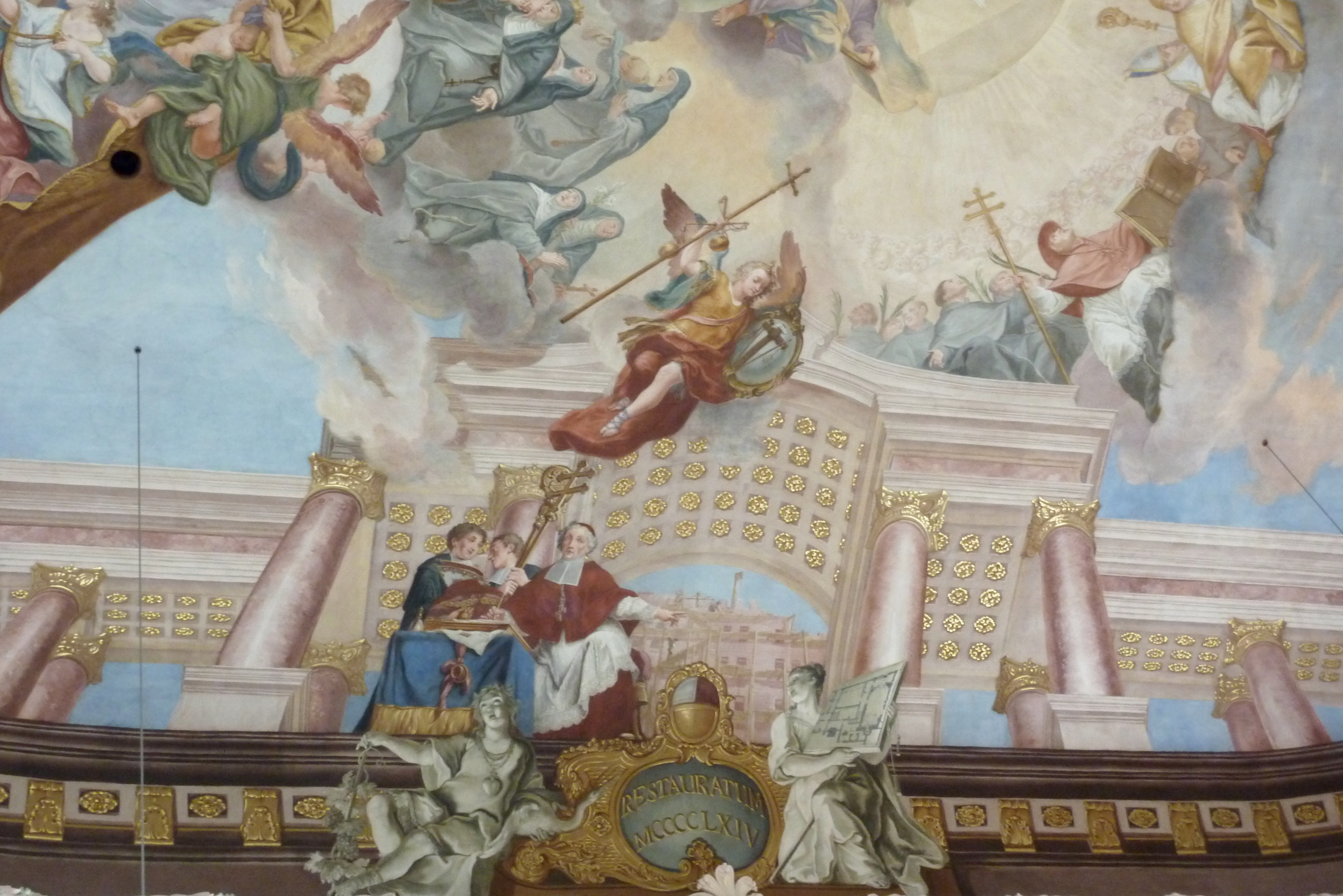
Franziskanerinnen-Klosterkirche Mariä Himmelfahrt (Dillingen an der Donau): Barockes Deckenfresko von Christoph Thomas Scheffler mit Darstellung des Wiederaufbaus von Kloster und Kirche durch Kardinal Peter von Schaumberg (unten Mitte li.) im Jahre 1464

### Werdegang
Nach einer schismatischen Wahl 1423 setzte sich Papst Martin V. 1424 mit Peter von Schaumberg, Kanoniker von Würzburg und Bamberg, durch. Er gilt als friedlicher Landesfürst, der den Wohlstand des Bistums mehrte. Er hielt zwei Synoden ab und erließ dabei zahlreiche Vorschriften für Klerus und Klöster. Seine Ziele waren die Bekämpfung des Verfalls der Sitten und der zunehmenden Verweltlichung. Er setzte durch, dass Geistliche nur dann die Priesterweihe erhielten, wenn sie eine Prüfung über wissenschaftliche Inhalte ablegten und mindestens die Summa rudium oder Summa Mag. Joan. de Aurach beherrschten. Reformen wurden im Kloster Sankt Ulrich unter Abt Melchior von Stamheim (1458–1474) umgesetzt. Missstände im Bistum soll er gegenüber den Ritteradeligen weniger energisch angegangen sein.
Die Straße zwischen Augsburg und Füssen, vorbei an der Osteraufkirche, wurde von ihm ausgebaut und befestigt. Am 13. März 1446 weihte er Johann III. von Eych zum Bischof von Eichstätt.
Unter Papst Martin V. wurde er zum Kämmerer ernannt, Eugen IV. erhob ihn zum Kardinal, den Kardinalshut erhielt er offenbar erst auf seiner Romfahrt 1450 von Papst Nikolaus V. Unter Papst Paul II. war er Legat für den deutschen Raum.
Mit zunehmendem Alter stellte ihm Papst Pius II. 1463 seinen späteren Nachfolger Johann von Werdenberg als Koadjutor zur Seite. Sein Epitaph (hier zutreffend auch Kenotaph) ist bis heute im Ostchor des Augsburger Doms zu sehen, der verstorbene Bischof ist darauf als Skelett abgebildet.